# Raphael Mechoulam
Raphael Mechoulam   (Sofia, 5 de novembre de 1930 - Jerusalem, 9 de març de 2023) fou un professor israelià de química mèdica i productes naturals a la Universitat Hebrea de Jerusalem, cèlebre per haver aïllat i determinat l'estructura i síntesi total de la molècula Δ9-tetrahidrocannabinol (THC), el principal component actiu de la marihuana (Cànnabis sativa) i pels seus treballs amb el sistema endocannabinoide.

## Biografia
El seu pare era metge i director d'un hospital local. Va assistir a una escola amb sistema estatunidenc fins que els seus pares es van veure obligats a abandonar la seva ciutat natal després que Bulgària signés, el 1941, un pacte antisemita amb l'Alemanya nazi per perseguir als jueus. El seu pare va ser enviat a un camp de concentració i en va sobreviure. Després del derrocament del govern feixista búlgar per part de l'Exèrcit Roig el 1944, Mechoulam va estudiar enginyeria química. El 1949 la seva família va emigrar a Israel, on més tard va estudiar química i on va fer recerca a l'exèrcit israelià treballant amb insecticides.
Va acabar la seva tesi doctoral sobre la química d'esteroides sota la supervisió del professor Franz Sondheimer a la dècada del 1950 i, després d'una estada postdoctoral a l'Institut Rockefeller amb el professor William S. Pelletier, es va convertir en el membre més jove de l'Institut Weizmann de Ciències d'Israel.
Mentre era membre de l'Institut Weizmann de Ciències, va reeixir en l'aïllament i la síntesi total de la molècula Δ9-tetrahidrocannabinol, el principi actiu de la marihuana. Més endavant es va convertir en professor titular de química medicinal a la Universitat Hebrea de Jerusalem, on es va crear el Departament de Productes Naturals. El seu interès científic principal és la química i la farmacologia dels cannabinoides. Ell i el seu grup de recerca van aconseguir la síntesi total dels cannabinoides: Δ9-tetrahidrocannabinol, cannabidiol, cannabigerol i altres.
Un altre projecte de recerca iniciat per ell va conduir a l'aïllament de l'endocannabinoide anandamida (produït per organismes animals i pel cos humà), descrit per primera vegada i caracteritzat per dos dels seus investigadors postdoctorals, Lumír Ondřej Hanuš i William Devane, el 1992. Poc després, un dels seus estudiants de doctorat, Shimon Ben-Shabat, va descobrir un altre cannabinoide endogen: el 2-AG.
S'ocupà de la història del desenvolupament de productes farmacèutics i de la recerca dels remeis herbals més populars. Va estudiar la història del consum de cànnabis en els temps antics, i va trobar que, contràriament a les tradicions d'altres pobles que utilitzen l'haixix, aquesta substància no s'esmenta amb el seu nom a la Bíblia, i ho atribuir a una mostra de menyspreu de la tradició jueva a la cultura assíria.

## Publicacions
Raphael Mechoulam publicà més de 350 articles científics. Entre ells, els següents:
- Gaoni and R. Mechoulam. Isolation, structure and partial synthesis of an active constituent of hashish. J. Amer. Chem. Soc., 86, 1646 (1964).
- R. Mechoulam, A. Shani, H. Edery and I. Grunfeld. The chemical basis of hashish activity. Science, 169, 611-612 (1970).
- J.J. Feigenbaum F. Bergmann, S. a. Richmond, R. Mechoulam, V. Nadler, I. Kloog and M. Sokolovsky. A senar-psychotropic cannabinoid acts as a functional N-methyl-D-asparate (NMDA) receptor blocker. Proc. Nat. Acad. Sci. 86, 9584-9587 (1989).
- R. Seltzer, Z. Zeltser, A. Eisen, J.J. Feigenbaum and R. Mechoulam. Suppression of neuropathic pain behavior in rats by a senar-psychotropic synthetic cannabinoid with NMDA receptor-blocking properties. Pain 47, 95-103 (1991).
- W.A. Debani, L. Hanus, A. Breuer, R.G. Pertwee, L.A. Stevenson, G. Griffin, D. Gibson, A. Mandelbaum, A. Etinger and R. Mechoulam. Isolation and structure of a brain constituent that binds to the cannabinoid receptor. Science 258, 1946-1949 (1992).
- R. Mechoulam, S. Ben-Shabat, L. Hanus, M. Ligumsky, N.I. Kaminski, A.R. Schatz, A. Gopher, S. Almog, B.R. Martin, D.R. Compton, R.G. Pertwee, G. Griffin, M. Bayewitch, J. Barg and Z. Vogel. Identification of an endogenous 2-monoglyceride, present in canine gut, that binds to cannabinoid receptors. Biochem. Pharmacol. 50, 83-90 (1995).
- L. Hanus, A. Breuer, S. Tchilibon, S. Shiloah, D. Goldenberg, M. Horowitz, R.G.Pertwee, R.A.Ross, R. Mechoulam and I. Fride. HU-308: A specific agonist for CB2, a peripheral cannabinoid receptor. Proc. Natl. Acad. Sci. (US), 96, 14228-14233 (1999).
- A. m. Malfait, R. Gallily, P.F. Sumariwalla, A.S. Malik, I. Andreakos, R. Mechoulam, M. Feldmann. The senar-psychoactive cànnabis-constituent cannabidiol is an oral anti-arthritic therapeutic in murine collagen-induced arthritis. Proc. Natl. Acad. Sci (USA) 97, 9561-9566 (2000).
- L. Hanus, S. Abu-Lafi, I. Fride, A. Breuer, Z. Vogel, D.I. Shalev, I. Kustanovich and R. Mechoulam. 2-Arachidonyl glycerol ether, endogenous agonist of the cannabinoid CB1 receptor. Proceed. Natl. Acad. Sci. (USA) 98, 3662-3665 (2001).
- D. Panikashvili, C. Simeonidou, S. Ben-Shabat, L. Hanus, A. Breuer, R. Mechoulam and I. Shohami. An endogenous cannabinoid (2-AG) is neuroprotective after brain injury. Nature 413, 527-531 (2001).